# Vámos Ágnes
Vámos Ágnes (Budapest, 1926. július 29. – Budapest, 2016. november 20.) opera-énekesnő (szoprán). Férjével, Mátray Ferenc (1922–2003) tenoristával az Operaház egyik híres párosát alkották.

## Élete
1945 és '49 között a Zeneakadémián Maleczky Oszkár növendéke volt. (Az előkészítő éveket összevontan végezte el.) Mátray Ferenccel még diákként házasodott össze.
A végzés után szerződtette az Operaház, ahol Iluska (Kacsóh Pongrác: János vitéz) szerepében debütált 1949. december 26-án. Harminc éven át volt a társulat sokat foglalkoztatott művésze. Búcsúfellépte 1978. május 21-én volt a Varázsfuvola első hölgyeként.
1977-től a Színház- és Filmművészeti Főiskola hangképzőtanára is volt 1989-es nyugdíjazásáig.
Repertoárja főként lírai szoprán szerepekből állt, de operettprimadonnaként is sokat szerepelt, különösen a Margitszigeti Szabadtéri Színpadon.

## Szerepei
- Berté Henrik: Három a kislány – Lucia Grisi
- Benjamin Britten: Peter Grimes – Első unokahúg
- Léo Delibes: Lakmé – Miss Ellen
- Erkel Ferenc: Bánk bán – Melinda
- Goldmark Károly: Sába királynője – Szulamit
- Charles Gounod: Faust – Siebel; Margit
- Horusitzky Zoltán: Báthory Zsigmond — Krisztierna
- Jacobi Viktor: Sybill – címszerep
- Kacsóh Pongrác: János vitéz – Iluska[4]
- Kálmán Imre: A csárdáskirálynő – Vereczky Sylvia
- Lehár: A mosoly országa – Liza
- Lehár Ferenc: A víg özvegy – Glavári Hanna
- Ruggero Leoncavallo: Bajazzók – Nedda
- Pietro Mascagni: Parasztbecsület – Lola
- Carl Millöcker: A koldusdiák – Laura
- Claudio Monteverdi: Poppea megkoronázása – Virtus
- Wolfgang Amadeus Mozart: Don Juan – Donna Elvira
- Wolfgang Amadeus Mozart: A varázsfuvola – Első hölgy
- Jacques Offenbach: Hoffmann meséi – Giulietta; Stella; A Múzsa
- Poldini Ede: Farsangi lakodalom – Zsuzsika
- Giacomo Puccini: Bohémélet – Musette
- Giacomo Puccini: Pillangókisasszony – címszerep; Kate Pinkerton
- Giacomo Puccini: Gianni Schicchi – Lauretta; Nella
- Ribáry Antal: Lajos király válik — Olasz hercegnő
- Bedřich Smetana: Az eladott menyasszony – Mařenka
- Johann Strauss d. S..: A cigánybáró – Arzéna
- Richard Strauss: A rózsalovag – Marianne
- Szokolay Sándor: Vérnász –  Menyasszony
- Giuseppe Verdi: Rigoletto – Ceprano grófné
- Giuseppe Verdi: La Traviata – Violetta Valéry
- Giuseppe Verdi: Simon Boccanegra – Amelia Grimaldi
- Giuseppe Verdi: Don Carlos – Egy udvarhölgy
- Giuseppe Verdi: Otello – Desdemona
- Ermanno Wolf-Ferrari: A négy házsártos – Marina

## Díjai, kitüntetései
- 1977 – Érdemes művész